# Rita Russek

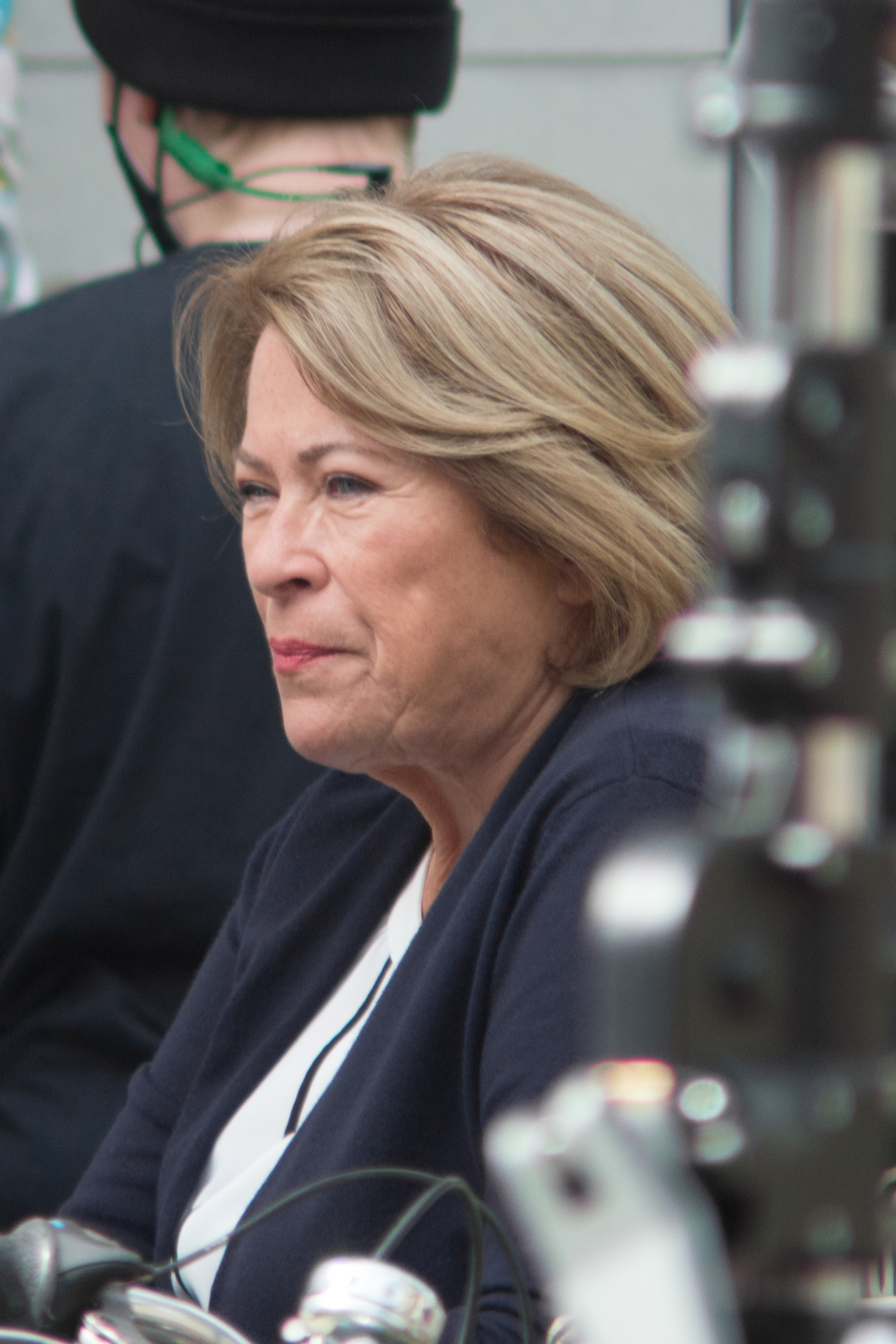
Rita Russek (2022)

Rita Russek (* 27. Juni 1952 in Eschwege) ist eine deutsche Schauspielerin und Regisseurin.

## Leben

### Ausbildung und erste Engagements
Rita Russek studierte an der Hochschule für Musik und Darstellende Kunst Frankfurt am Main und war anschließend festes Ensemblemitglied am Residenztheater des Bayerischen Staatsschauspiels München.   Ihre erste Rolle hatte sie 1973 als junge Jilly unter der Regie von Luc Bondy in Edward Bonds Theaterstück Die See. Mehrfach arbeitete sie während dieser Zeit mit Ingmar Bergman, der mit ihr unter anderem die Stücke Tartuffe, Nora und Yvonne, Prinzessin von Burgund inszenierte. Daneben war sie 1984 auch in Hans Lietzaus Shakespeare-Inszenierung König Lear zu sehen. 1986 beendete sie ihr Engagement, weil ein Großteil des Ensembles nach Basel weiterzog und sie bei ihrer Familie bleiben wollte. Sie führte bei einigen Theaterstücken selbst die Regie. Für die in Paris, Montreal und London gezeigte Inszenierung von Szenen einer Ehe wurde sie 1996 in Paris mit dem Molière-Theaterpreis für die beste Regie nominiert.

### Film und Fernsehen
Noch während ihrer Arbeit am Residenztheater bekam Russek ihre erste Fernsehrolle. Sie spielte 1976 in der 16. Folge Tod der Kolibris der ZDF-Krimiserie Derrick an der Seite von Hans Stetter dessen Ehefrau Gubeck.  Ingmar Bergman, der mit ihr einige Theaterstücke inszenierte, besetzte sie in seinem Filmdrama Aus dem Leben der Marionetten (1980) als Mordopfer Katarina Krafft. Die Rollen wurden ausschließlich mit Ensemblemitgliedern des Staatsschauspiels besetzt. Seither spielte Russek in verschiedenen weiteren Film- und Fernsehproduktionen mit. 
Im Juli 1982 wirkte sie erstmals in der ARD-Krimireihe Tatort mit. In der vom Südwestfunk produzierten Folge Blaßlila Briefe übernahm sie im zweiten Fall der Kriminalhauptkommissarin Hanne Wiegand (Karin Anselm) die Rolle der verheirateten Grete Steinbeiss, die mit dem ebenfalls verheirateten Immobilienmakler Lutz Waldner (Wolf-Dietrich Berg) eine Affäre beginnt. In Uwe Schraders Sierra Leone (1987) spielte sie eine alte Schulfreundin der Hauptfigur Fred (Christian Redl).
1990 besetzte sie Bernd Fischerauer in der auf einer gleichnamigen Romanvorlage von Utta Danella basierenden zehnteiligen Fernsehserie Regina auf den Stufen (1990) über das Wirtschaftswunder als Lora Roth. In der ARD-Vorabendkrimiserie Der Fahnder spielte sie von 1994 bis 1996 die wiederkehrende Serienrolle der Elli. In dem in den letzten Kriegstagen in Berlin spielenden Filmdrama … nächste Woche ist Frieden (1995) nach dem gleichnamigen Buch von Peter Steinbach verkörperte sie an der Seite von Ulrich Mühe die resolute Mietshausbewohnerin Tatjana Zeitler.
Von 1992 bis 2007 spielte sie an der Seite von Dietz-Werner Steck alias Kommissar Ernst Bienzle dessen Freundin Hannelore Schmiedinger. Seit Mai 1998 verkörpert sie an der Seite von Leonard Lansink ab der zweiten Folge die Hauptkommissarin Anna Springer des Morddezernats Münster in der ZDF-Samstagskrimireihe Wilsberg. Für zwei im Jahr 2018 entstandene Folgen (Ins Gesicht geschrieben und Bielefeld 23), die in Bielefeld spielen, musste Russek seitens des Senders eine Zwangspause einlegen, was bei ihr für Verärgerung sorgte.
In Ein Vater zum Verlieben (2001) spielte sie als Claudia Brosche eine untreue Ehefrau, die aber auch umgekehrt von ihrem Mann (gespielt von Dieter Pfaff) mit einer anderen Frau betrogen wurde. 2005 verkörperte sie als Birte Schmitz in der 12-teiligen ZDF-Fernsehserie Kanzleramt die Leiterin des Kanzlerbüros. In der ZDF-Fernsehproduktion Familie ist was Wunderbares (2008) spielte sie die geschiedene Christine Bonhoff, die Pächterin der Buchhandlung „Bücherinsel“. In der Fernsehkomödie Alter vor Schönheit (2008) übernahm sie an der Seite von Fritz Wepper die Rolle der Journalistin Vera Lichtenberg.
In Tim Tragesers Filmkomödie Adel Dich (2011) verkörperte sie die Ex-Frau der von Elmar Wepper gespielten Hauptfigur Wendel Overmann, die eine Affäre mit dessen besten Freund Louis (Wolfgang Böck) eingeht. In dem von Torsten C. Fischer inszenierten Fernsehfilm Zwei übern Berg übernahm sie die weibliche Hauptrolle der Margot Keilinger, die von ihrem Ehemann (gespielt von Günther Maria Halmer) mit einer jüngeren Frau betrogen wird. Unter der Regie von Hajo Gies spielte sie die Witwe eines norddeutschen Kuckucksuhrenfabrikgründers, die 22 Jahre nach dessen Tod versucht, das von ihm gewünschte Qualitätsverbandssiegel zu erhalten. In der heiteren Tessa-Henning-Geschichte Mutti steigt aus (2013) bildete sie zusammen mit Eleonore Weisgerber und Maren Kroymann ein Aussteiger-Trio, welches dem grauen Alltag in Deutschland entfliehen und auf Gran Canaria ein neues Domizil aufschlagen will. 2014 war sie in der zehnteiligen Fernsehserie Die Familiendetektivin in der Rolle der Maria Birkenkamp zu sehen. In dem ARD-Fernsehfilm Verliebt in Amsterdam (2017) verkörperte sie als Dorothea Baumann eine Mutter, die gemeinsam mit ihrem Mann ihren gemeinsamen Sohn Max (Vladimir Burlakov) an dessen 30. Geburtstag von Amsterdam zurück nach Deutschland holen möchte. Im März 2020 war sie in Annie – kopfüber ins Leben als Mutter der Titelfigur Annie (Bernadette Heerwagen), die nach 17 Jahren Ehe ihren Mann betrügt, zu sehen.

### Privates
Russek war in jungen Jahren mit dem Schauspieler Miroslav Nemec liiert. Sie hat eine Tochter (* 1983) aus erster Ehe. In zweiter Ehe war sie bis zu dessen Tod mit Regisseur und Schauspieler Bernd Fischerauer verheiratet. Sie lebt in München und auf der Insel Elba.

## Filmografie (Auswahl)
- 1976–1997: Derrick (Fernsehserie, verschiedene Rollen, 3 Folgen)
- 1980: Aus dem Leben der Marionetten
- 1982: Tatort – Blaßlila Briefe (Fernsehreihe)
- 1984–2013: Der Alte (Fernsehserie, verschiedene Rollen, 4 Folgen)
- 1987: Sierra Leone
- 1987: Wallenstein (Fernsehdreiteiler)
- 1987–1988: Der elegante Hund (Fernsehserie, 8 Folgen)
- 1988: Der Lockspitzel
- 1989: A hecc
- 1990: Regina auf den Stufen (Fernsehserie)
- 1991: Peter Strohm (Fernsehserie, Folge Historische Unkosten)
- 1992–2007: Tatort → siehe Ernst Bienzle – Tatort-Folgen
- 1993–1998: Wolffs Revier (Fernsehserie, verschiedene Rollen, 3 Folgen)
- 1994–1996: Der Fahnder (Fernsehserie, 23 Folgen)
- 1995: … nächste Woche ist Frieden
- 1997: Rosamunde Pilcher: Die zweite Chance (Fernsehreihe)
- seit 1998: Wilsberg (Fernsehreihe)
- 1998: Der Bulle von Tölz: Tod eines Strohmanns (Fernsehreihe)
- 1999: Der letzte Zeuge (Fernsehserie, Folge Denn die Rache ist mein)
- 2000: Zwei Asse und ein König
- 2000: Küss mich, Frosch
- 2001: Der Club der grünen Witwen
- 2001: Ein Vater zum Verlieben
- 2002: Der Bestseller – Mord auf italienisch
- 2003: In der Mitte eines Lebens
- 2003: Im Namen des Herrn
- 2003: Der Wunschbaum (Fernsehdreiteiler)
- 2004: Der Bestseller – Wiener Blut
- 2005: Kanzleramt (Fernsehserie, 12 Folgen)
- 2008: Familie ist was Wunderbares
- 2008: Alter vor Schönheit
- 2008: Utta Danella – Das Geheimnis unserer Liebe (Fernsehreihe)
- 2009: Utta Danella – Schokolade im Sommer
- 2009: Der Teufel mit den drei goldenen Haaren
- 2010: In aller Stille
- 2010: Ihr mich auch
- 2011: Adel Dich
- 2011: Zwei übern Berg (Fernsehfilm)
- 2012: Das Traumschiff – Bali (Fernsehreihe)
- 2012: Zum Kuckuck mit der Liebe (Fernsehfilm)
- 2012: München 72 – Das Attentat (Fernsehfilm)
- 2013: Tessa Hennig: Mutti steigt aus (Fernsehreihe)
- 2014: Die Familiendetektivin (Fernsehserie, 10 Folgen)
- 2017: Verliebt in Amsterdam (Fernsehfilm)
- 2020: Annie – kopfüber ins Leben (Fernsehfilm)